# Anthrenus delicatus
Anthrenus delicatus is een keversoort uit de familie spektorren (Dermestidae). De wetenschappelijke naam van de soort werd in 1851 gepubliceerd door Ernst August Hellmuth von Kiesenwetter.